# Contea di Sayn-Hachenburg
Sayn-Wittgenstein-Hachenburg  (talvolta chiamato "Sayn-Hachenburg") era una contea tedesca situata nella Renania-Palatinato, vicino al fiume Sieg.

## Storia
Quando il Conte Guglielmo III di Sayn-Wittgenstein-Sayn morì nel 1623 senza chiari eredi, l'Arcivescovato di Colonia prese possesso della contea fino alla soluzione del problema della successione. Si risolse il tutto con un trattato nel 1648 quando la contea fu assegnata congiuntamente alle principesse Ernestina e Giovannetta, due sorelle nipoti (per parte di nonno) del Conte Guglielmo, mentre loro madre la Contessa Luisa Giuliana divenne reggente. Poco dopo la firma del trattato la contea fu divisa in due parti.
La parte di Ernestina fu chiamata Sayn-Wittgenstein-Hachenburg, quella di Giovannetta Sayn-Wittgenstein-Sayn-Altenkirchen. La madre delle due rimase reggente di entrambe le contee fino al 1652 quando Giovannetta ed Ernestina presero ciascuna il controllo delle rispettive contee. Il Sayn-Wittgenstein-Hachenburg fu ereditato dalla contessa Maddalena Cristina nel 1661 alla morte di Ernestina.
Passò ai Burgravi di Kirchberg nel 1715, poi ai Conti di Nassau-Weilburg nel 1799 e successivamente ai Conti di Sayn-Wittgenstein-Berleburg nel 1803 e ai Nassau nel 1806. Il titolo onorifico fu tramandato lungo la linea femminile del Lussemburgo.

## Contesse del Sayn-Wittgenstein-Hachenburg (1648 - 1715)
- Ernestina (1648 - 1661)
- Luisa Giuliana (1648 - 1652) - Reggente
- Maddalena Cristina (1661 - 1715)